# Brot-Dessus

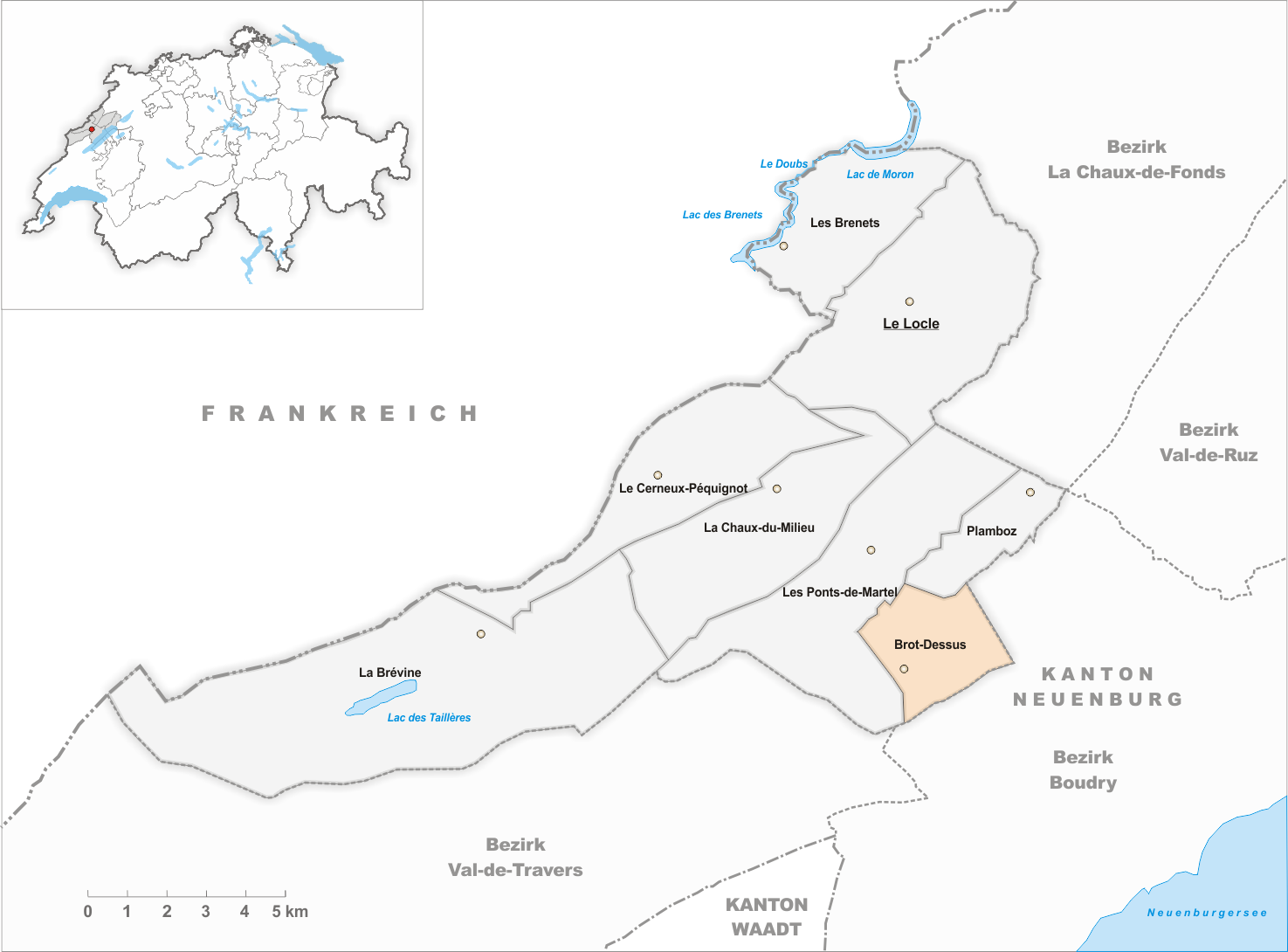
Gemeindestand vor der Fusion am 1. Januar 1875

Brot-Dessus war eine selbstständige politische Gemeinde im Kanton Neuenburg, Schweiz. 1875 fusionierte Brot-Dessus zusammen mit Plamboz zur neuen Gemeinde Brot-Plamboz.

## Geschichte
In Brot-Dessus lebten im 19. Jahrhundert einige Mitglieder der amischen Gemeinde von La Sagne.